# Митино (Глазовський район)
Ми́тино (рос. Митино) — присілок в Глазовському районі Удмуртії, Росія.

## Населення
Населення — 83 особи (2010; 120 в 2002).
Національний склад станом на 2002 рік:
- удмурти — 86 %

## Урбаноніми[3]
- вулиці — Митинська, Північна